# Gare de Corseul - Languenan
La gare de Corseul - Languenan est une gare ferroviaire française de la ligne de Lison à Lamballe, située sur le territoire de la commune de Languenan, à proximité de Corseul, dans le département des Côtes-d'Armor, en région Bretagne.
Elle est mise en service en 1879, par la Compagnie des chemins de fer de l'Ouest. C'est aujourd'hui une halte ferroviaire de la Société nationale des chemins de fer français (SNCF), desservie par des trains TER Bretagne.

## Situation ferroviaire

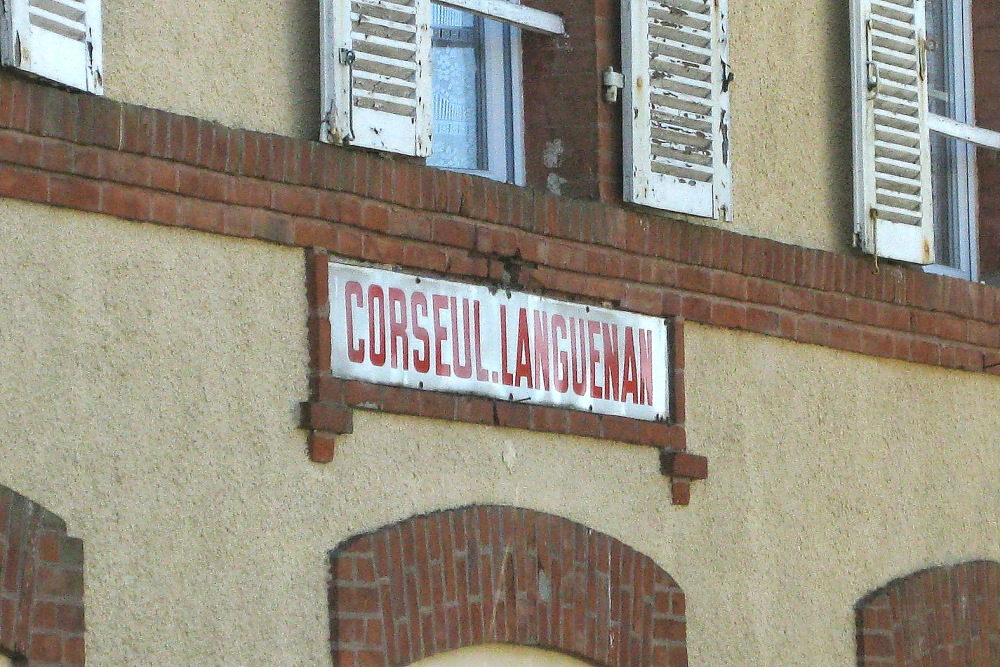
Plaque nominative de la gare, sur l'ancien bâtiment voyageurs.

Établie à 123 m d'altitude, la gare de Corseul - Languenan est située au point kilométrique (PK) 174,532 de la ligne de Lison à Lamballe, entre les gares de Dinan et de Plancoët.

## Histoire
La section à voie unique de la gare de Dol-de-Bretagne à la gare de Lamballe, sur laquelle se situe la gare de Corseul - Languenan, est mise en service le 29 décembre 1879 par la Compagnie des chemins de fer de l'Ouest.

## Fréquentation
De 2015 à 2023, selon les estimations de la SNCF, la fréquentation annuelle de la gare s'élève aux nombres indiqués dans le tableau ci-dessous.
| Année     | 2015  | 2016  | 2017  | 2018  | 2019  | 2020  | 2021  | 2022  | 2023  |
| --------- | ----- | ----- | ----- | ----- | ----- | ----- | ----- | ----- | ----- |
| Voyageurs | 1 326 | 1 856 | 2 153 | 1 464 | 2 584 | 1 489 | 1 875 | 1 764 | 1 155 |

## Service des voyageurs

### Accueil
Halte SNCF, c'est un point d'arrêt non géré (PANG), elle dispose de panneaux d'informations et d'abris de quais.

### Desserte
Corseul - Languenan est desservie par des trains TER Bretagne circulant entre les gares de Dinan et de Saint-Brieuc (ligne TER no 24). Certains sont prolongés au-delà de Dinan, vers Dol-de-Bretagne.

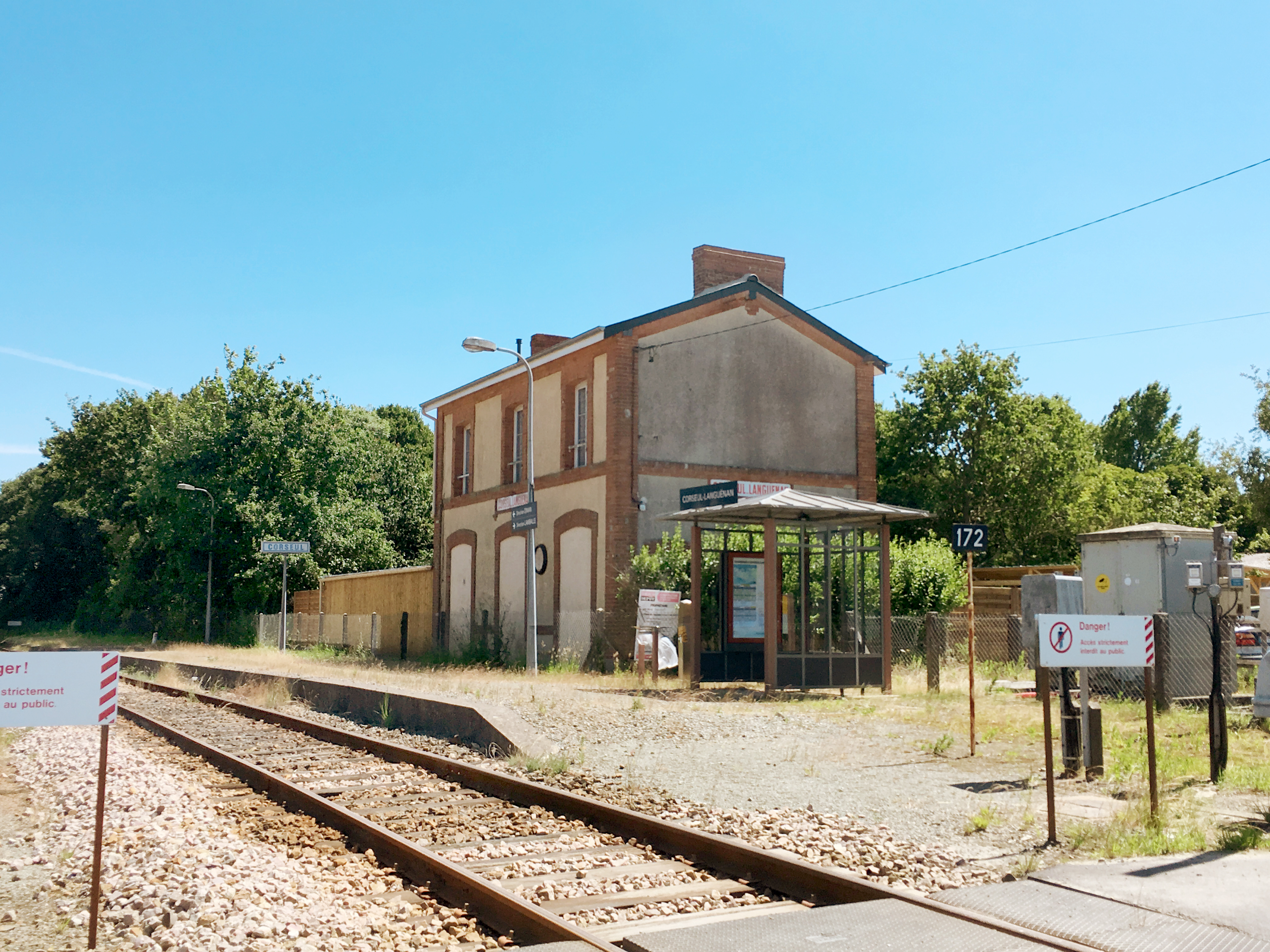
Le bâtiment voyageurs, l’abri et le quai.
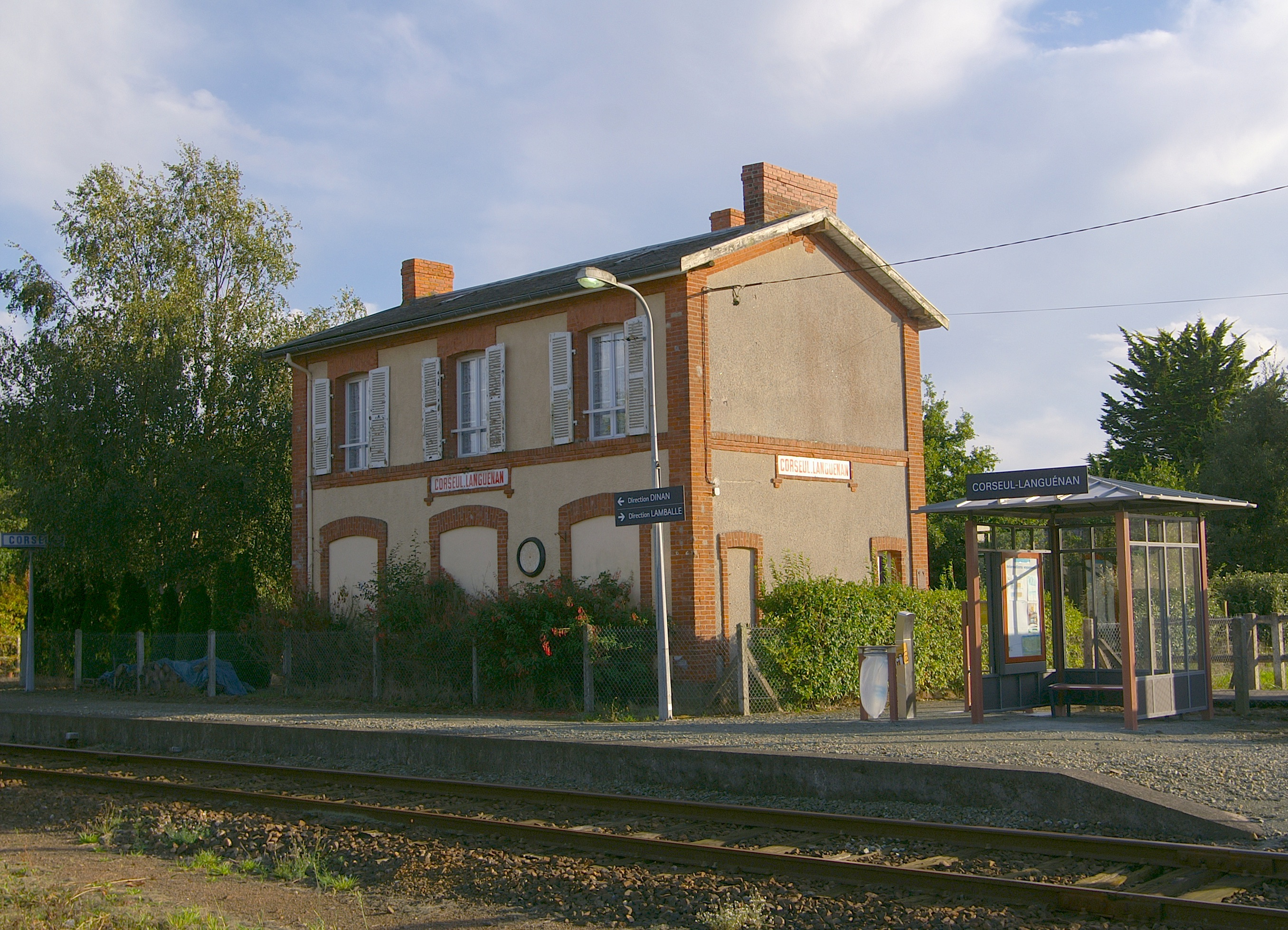
Bâtiment voyageurs de la gare.